# Hermann von Rotenhan

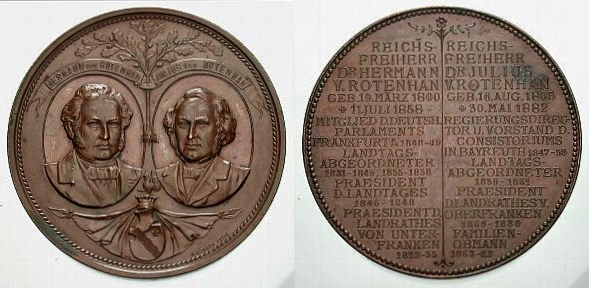
Hermann von Rotenhan (links) und sein Bruder Julius

Hermann Ernst von Rotenhan (* 19. März 1800 auf Schloss Rentweinsdorf in Unterfranken; † 11. Juli 1858 in Buchwald bei Erdmannsdorf, Schlesien) war bayerischer Königlicher Kämmerer und Präsident der Kammer der Abgeordneten in Bayern.

## Herkunft
Hermann Ernst von Rotenhan entstammte dem fränkischen Uradelsgeschlecht Rotenhan. Seine Eltern waren der Freiherr Sigmund von Rotenhan (1761–1826) und dessen erste Ehefrau Antoinette von Lenthe (1774–1806), eine Tochter des hannoverischen Staats- und Konferenzminister Freiherr Ernst von Lenthe (1744–1814). Sein Vater heiratete 1810 nach dem Tod seiner ersten Frau Luise von Grolman (1784–1859), eine Tochter des einflussreichen preußischen Geheimem Rates Heinrich Dietrich von Grolman (1740–1840). Sein Bruder Julius (1805–1882) wurde Regierungsdirektor, seine Schwester Mathilde (1812–1878) war mit dem Polizeipräsidenten von Berlin Julius von Minutoli (1805–1860) verheiratet.

## Leben
Hermann Ernst von Rotenhan studierte von 1818 bis 1823 Rechts- und Kameralwissenschaften in Erlangen, Berlin, Würzburg und Göttingen. Er war Mitglied der alten Erlanger Burschenschaft, die er 1820 auf dem Burschentag in Dresden vertrat, der alten Berliner Burschenschaft und der Burschenschaft Germania zu Würzburg, außerdem war er Mitglied im Bund der Freimaurer. Nach dem Studium trat er als Kammerherr in den bayerischen Staatsdienst ein. 1826 übernahm er das Familiengut Rentweinsdorf.
Ab 1831 bis 1848 saß Rotenhan in der bayerischen Abgeordnetenkammer. Im Jahre 1838 war er führend gegen den Kniebeugeerlass. Er erwirkte 1843 das bayerische Verfassungsgeständnis. In den Legislaturperioden 1845/46 und 1847 war er Präsident der bayerischen Abgeordnetenkammer. Im Jahre 1848 war er engster Vertrauter von König Ludwig I. und Mitglied im Vorparlament. Anschließend war er vom 29. Mai 1848 bis zum 17. Mai 1849 für Nördlingen (8. Schwaben) Mitglied in der Frankfurter Nationalversammlung, wo er Vorstandsmitglied der konservativen Fraktion Café Milani war und für die Wahl Friedrich Wilhelms IV. zum Kaiser der Deutschen stimmte.
Von 1852 bis 1854 war Rotenhan Mitglied des Landrats für Unterfranken. 1855/1856 war er erneut Mitglied der Abgeordnetenkammer des Bayerischen Landtages.

## Familie
Hermann Ernst von Rotenhan heiratete im Jahr 1830 auf Schloss Neuenhof (Eisenach) Freiin Marie Karoline (Marline) Riedesel zu Eisenbach (1809–1878), einzige Tochter des Georg Riedesel zu Eisenbach (1785–1854), Landmarschall des Großherzogtums Sachsen-Weimar-Eisenach. Dadurch kam 1863 das Riedesel’sche Schloss Neuenhof an die Rotenhan. Das Paar hatte fünf Söhne und vier Töchter, darunter:
- Georg (* 4. August 1831; † 22. April 1914), Politiker ⚭ 1857 Gräfin Marie von Bernstorff (* 26. Februar 1837)
- Caroline (5. Januar 1833; † 12. Juli 1865) ⚭ 1853 Walther von Eichel (* 25. November 1822; † 23. Mai 1875)[2]
- Julius (* 5. April 1835; † 1893)
- Luise (* 7. Januar 1837; † 29. November 1865) ⚭ 1856 Adolf von Harnier (* 16. Juli 1834; † 23. Oktober 1904)[3]
- Gottfried (* 8. Juli 1838; † 1915), Majoratsherr auf Rentweinsdorf ⚭ Julie von Welser (* 28. Mai 1843; † 30. April 1922)
- Friedrich (* 16. März 1840; † 18. November 1855)
- Hermann (* 21. August 1841; † 9. Februar 1893), Fideikommissherr auf Buchwald ⚭ Hedwig von Jagow (* 27. Mai 1850; † 28. September 1928)[4] Tochter von Karl von Jagow
- Marie (* 21. Juli 1843; † 8. März 1869) ⚭ 29. Januar 1867 Adolf von Harnier  (* 16. Juli 1834; † 23. Oktober 1904)[5]
- Hedwig (* 8. Oktober 1847; † 26. März 1923) ⚭ Ernst von Grolman  (* 16. August 1832; † 15. April 1904)

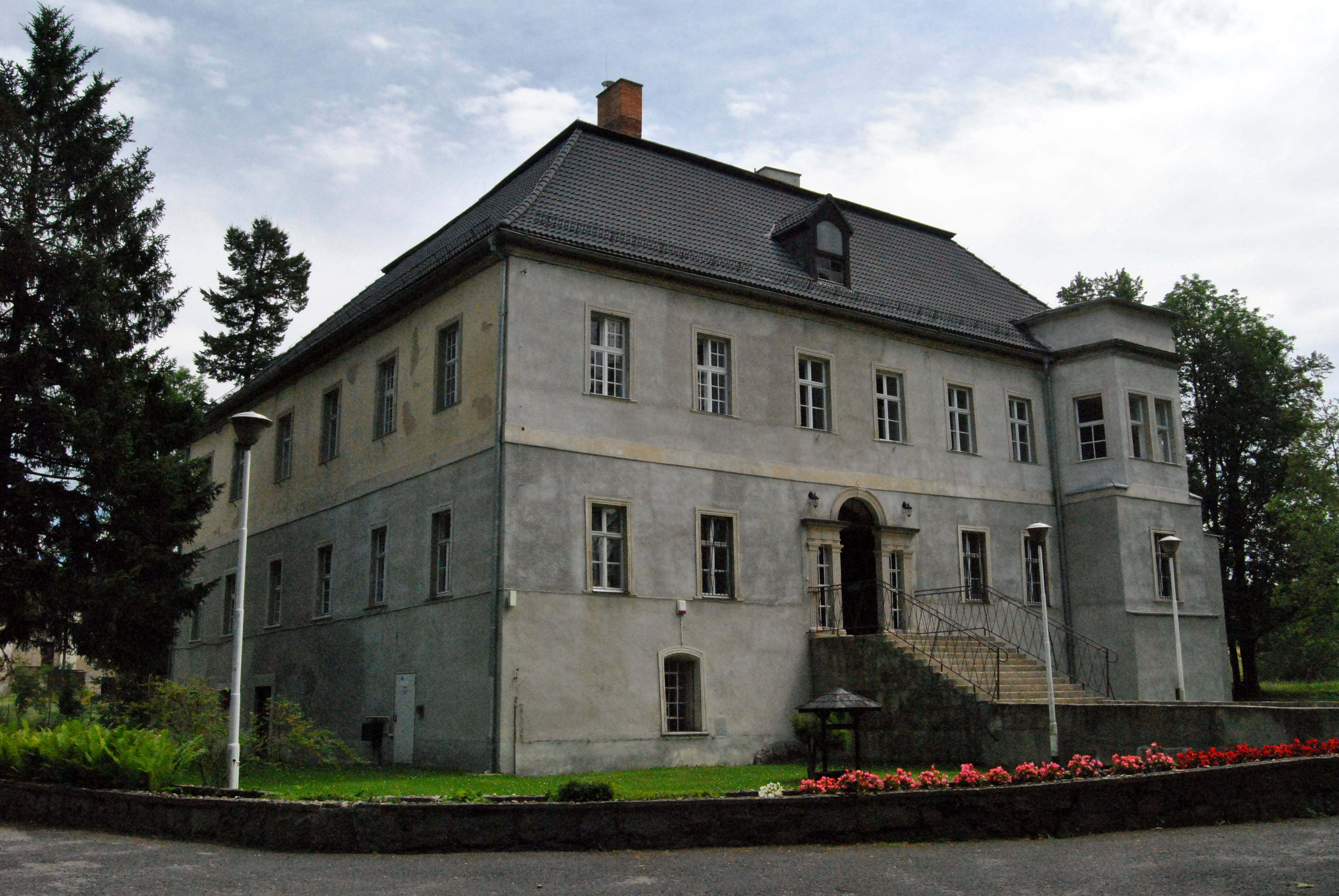
Schloss Buchwald, Niederschlesien
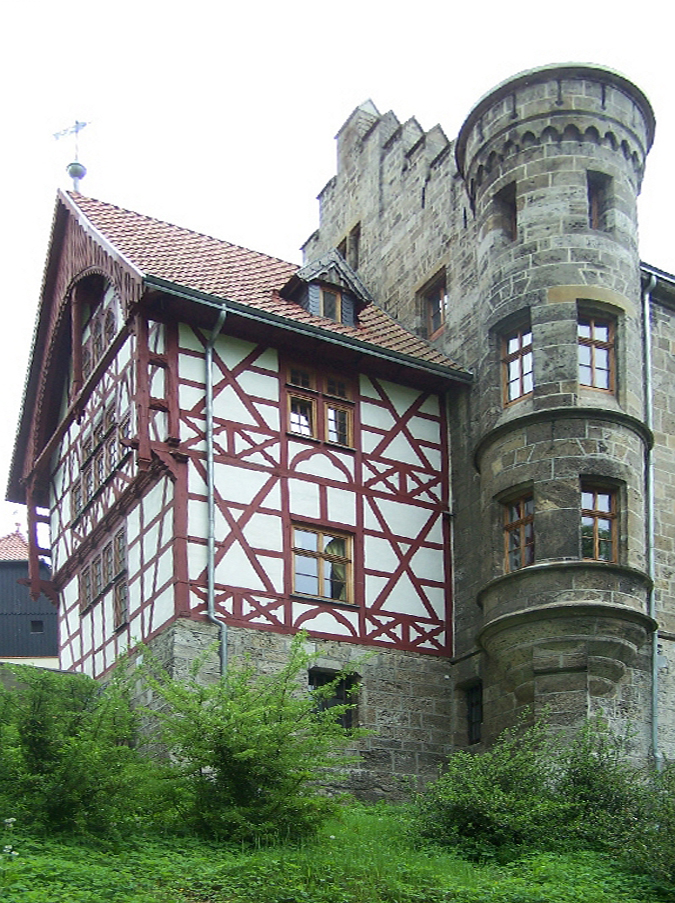
Schloss Neuenhof (Thüringen)